# Larry Tesler
Lawrence Gordon Tesler (24 tháng 4 năm 1945 – 17 tháng 2 năm 2020) là một nhà khoa học máy tính người Mỹ, làm việc trong lĩnh vực tương tác máy tính của con người. Tesler đã từng làm việc tại Xerox PARC, Apple, Amazon và Yahoo!
Khi còn ở PARC, công việc của Tesler bao gồm Smalltalk, ngôn ngữ lập trình hướng đối tượng động đầu tiên và Gypsy, trình xử lý văn bản đầu tiên có giao diện người dùng đồ họa cho Xerox Alto. Trong thời gian này, cùng với đồng nghiệp Tim Mott, Tesler đã phát triển ý tưởng về sao chép và dán chức năng và ý tưởng của phần mềm không mod. Khi còn ở Apple, Tesler đã làm việc trên Apple Lisa và Apple Newton và giúp phát triển Object Pascal và sử dụng nó trong các bộ công cụ lập trình ứng dụng bao gồm MacApp.

## Tiểu sử

### Sự nghiệp ban đầu
Tesler lớn lên ở thành phố New York và tốt nghiệp trường trung học khoa học Bronx năm 1961. Ông tiếp tục đến Đại học Stanford, nơi ông học ngành khoa học máy tính vào những năm 1960. Ở đó, ông đã làm một số công việc lập trình ngoài lề, và sau khi tốt nghiệp, làm việc như một nhà tư vấn cung cấp dịch vụ lập trình trong khu vực. Vì Tesler là một trong số ít những lập trình viên máy tính được liệt kê trong danh bạ điện thoại Palo Alto, ông đã nhận được rất nhiều công việc. Tuy nhiên, một cuộc suy thoái khu vực khiến công việc tư vấn này cạn kiệt. Vào cuối những năm 1960, Tesler đã đến Đại học Tự do Midpen Bán đảo, tại đó ông dạy các chủ đề như Làm thế nào để chấm dứt sự độc quyền của IBM, Máy tính bây giờ và Chần chừ. Tesler cũng làm việc tại Phòng thí nghiệm trí tuệ nhân tạo Stanford vào cuối những năm 1960. Với Horace Enea, ông đã thiết kế Compel, một ngôn ngữ giao nhiệm vụ đơn đầu tiên. Ngôn ngữ lập trình chức năng này nhằm mục đích làm cho việc xử lý đồng thời trở nên tự nhiên hơn và được sử dụng để giới thiệu các khái niệm lập trình cho người mới bắt đầu.

### Xerox PARC
Tesler rời Phòng thí nghiệm trí tuệ nhân tạo Stanford do một số yếu tố vào đầu những năm 1970; ông nhận ra rằng trí thông minh nhân tạo sẽ không phải là một công nghệ có thể sử dụng trong nhiều năm và gần đây anh ta đã ly hôn với cuộc hôn nhân với bạn gái thời đại học vài năm. Ông đưa con gái và chuyển đến Oregon cùng một số cựu chiến binh chiến tranh Việt Nam, xây dựng nhà riêng của họ. Tuy nhiên, có rất ít công nghệ điện toán trong lĩnh vực này và ông không thể kiếm được việc với ngân hàng địa phương, công ty duy nhất gần đó có hệ thống máy tính. Ông gọi lại Stanford để xem họ có gì không, và biết rằng Alan Kay, khi đó là thành viên của Trung tâm nghiên cứu Xerox Palo Alto (PARC), đã tích cực tìm kiếm mình ngay sau khi ông rời đi, muốn Tesler tham gia cùng Kay tại PARC. Tesler vừa bỏ lỡ việc được thuê tại PARC do đóng băng thuê mướn người, vì vậy Tesler thay vào đó đã lấy một dự án ngắn hạn do Les Earnest cung cấp từ Phòng thí nghiệm trí tuệ nhân tạo tiêu chuẩn để viết một "trình biên dịch tài liệu". Đối với điều này. Tesler đã viết Pub, được công nhận là một trong những ngôn ngữ đánh dấu lần đầu tiên được sử dụng và được phân phối trên ARPANet.